# گرنجبرگ (آلاباما)
گرنجبرگ (به انگلیسی: Grangeburg) یک منطقهٔ مسکونی در ایالات متحده آمریکا است که در شهرستان هیوستون، آلاباما واقع شده‌است. گرنجبرگ ۵۷٫۹۱ متر بالاتر از سطح دریا قرار دارد.